# Comarca de Baztan
Comarca de Baztan (en euskera Baztanaldea) és una comarca de Navarra situada a la part més nord-occidental, que limita al nord i est amb Lapurdi i Baixa Navarra (Iparralde), a l'oest amb les comarques de Bortziri i Malerreka, i al sud amb les d'Ultzamaldea i Auñamendi. La llengua majoritària de la població és el basc. Té 390,2 kilòmetres quadrats i 8.379 habitants segons dades de l'INE de 2007. És formada per tres municipis:
- Vall de Baztan
- Zugarramurdi
- Urdazubi